# Мадс Міккельсен
Мадс Діттман Міккельсен (дан. Mads Dittman Mikkelsen [mas ˈmiɡl̩sn̩]ⓘ; (данською ім'я вимовляється як «Мес») нар. 22 листопада 1965, Копенгаген, Данія) — данський актор театру, кіно й телебачення. Починав як гімнаст й танцюрист, широку акторську відомість в Данії отримав через такі ролі, як Тонні у перших двох фільмах трилогії фільмів «Дилер» (1996, 2004), сержант-детектив Аллан Фішер у телесеріалі «Спецпідрозділ» (2000—2004), Нільс у «Відкритих серцях» (2002), Свен у «Зелених різниках» (2003), Іван в «Адамових яблуках» (2005) та Якоб Петерсен у фільмі «Після весілля» (2006). Молодший брат Ларса Міккельсена.
Всесвітнє визнання прийшло до нього завдяки ролі головного антагоніста Ле Шиффра у двадцять першому фільмі бондіани «Казино „Рояль“» (2006). Серед інших визначних ролей — Ігор Стравінський у фільмі «Коко Шанель та Ігор Стравінський» (2008), Йоганн Фрідріх Струензе у «Королівському романі» (2012). Роль Лукаса у данській стрічці «Полювання» (2012) режисера Томаса Вінтерберга принесла йому нагороду за найкращу чоловічу роль на Каннському кінофестивалі. Відомими стали ролі Ганнібала Лектера у серіалі «Ганнібал» (2013—2015), Кецилія у марвелівському «Докторі Стренджі» (2016), Гален Ерсо у лукасівському «Бунтар Один. Зоряні Війни. Історія» (2016), Кліфф Анґер у відеогрі Хідео Коджіми «Death Stranding» (2019). Отримав номінація на премію BAFTA за роль Мартіна у фільмі «Ще по одній» (2020) та Ґеллерта Ґріндельвальда у «Фантастичних звірях: Таємниці Дамблдора» (2022).
Провідний кінокритик «The New York Times» Ентоні Скотт відзначає, що на голлівудській сцені Міккельсен «став солідним характерним актором з інтригуючою мармизою», проте відмітив, що на внутрішньому фронті «він щось інше: зірка, аксіома, обличчя відродження данського кіно».

## Життєпис
Народився 22 листопада 1965 року у Копенгагені (Данія) в родині Генінга Діттмана Міккельсена та Бенти (Крістіансен) Міккельсен. Має старшого брата Ларса, який також є актором. Закінчив акторську школу Орхуського театру (дан. Århus Teater) 1996-го, й спершу працював у данській кіноіндустрії.
Після незначних ролей у фільмах «Кафе „Гектор“» (дан. Café Hector) і «Квітковий в'язень» («Бломстерфанген», дан. Blomsterfangen) 1996 року, він грає першу значну роль — Тоні в кримінальній драмі «Дилер» («Пушер», Pusher), що стала першою стрічкою трилогії данського режисера Ніколаса Віндінґа Рефна. Після цього актора знову чекала черга малопомітних ролей. Перше визнання публіки він отримав у 2000 році за ролі Арне у фільмі «Мерехтливі вогні» (дан. Blinkende Lygter, англ. Flickering Lights) і Аллана Фішера в данській поліцейській серії «Спецподрозділ» (дан. Rejseholdet) (2000—2004).
Значною мірою популярність актора зросла після того, як місцеві журнали відзначили його титулом «найсексуальнішого чоловіка Данії». Позитивні відгуки вдома й за межами Данії Мадс Міккельсен здобув у 2002 році після роботи у вітчизняному фільмі «Відкриті серця» (дан. Elsker dig for evigt). Але вже в 2003 році, відірвавшись від данського кіно, Мадс з'являється в іспано-данській комедії «Торремолінос 73» (Torremolinos 73). У наступному 2004 році він грає Трістана в історичному фільмі «Король Артур» в ансамблі з такими відомими акторами, як Клайв Овен і Кіра Найтлі. Після невеликої американської перерви Міккельсен знову з'являється в ролі Тоні у фільмі «Дилер 2».
Справжнім проривом у кар'єрі стала головна роль у дансько-шведському фільмі «Після весілля» (дан. Efter brylluppet, швед. Efter bröllopet, 2006), за яку актор був відзначений декількома преміями та номінаціями за найкраще виконання головної чоловічої ролі різних кінофестивалів. У тому ж 2006-му році Мадс разом із Деніелом Крейгом бере участь у роботі над фільмом «Казино „Рояль“», із серії «бондіани». Там він зіграв лиходія Ле Шиффра.
У 2010 році він знявся в рімейку «Битви титанів» у ролі Драко, лідера царських охоронців разом із Семом Вортінґтоном.
Роль м'якого вихователя дитячого садка Лукаса в психологічній драмі Томаса Вінтерберга «Полювання» принесла Міккельсену Приз за найкращу чоловічу роль 65-го Каннського кінофестивалю.
У 2016 році виконав роль Кліффа та надав свою зовнішність для відеогри Death Stranding. Персонаж Міккельсена є антагоністом, наділеним надприродними здібностями.
Того ж року відбулися прем'єри двох великих проєктів: «Доктор Стрендж» і «Бунтар Один. Зоряні Війни. Історія». У супергеройському фільмі Marvel Міккельсен зіграв головного лиходія, що вступив у боротьбу з персонажем Бенедикта Камбербетча, а у спінофі кіносаги «Зоряні війни» — батька головної героїні у виконанні Фелісіті Джонс.
2019 року виконав одну з головних ролей у бойовику «Полярний», екранізації однойменного коміксу шведського режисера Юнаса Окерлунда.
У листопаді 2020 року стало відомо, що Міккельсен веде перші переговори з Warner Bros. щодо ролі Ґелерта Ґріндельвальда у фільмі «Фантастичні звірі: Таємниці Дамблдора», в якому він замінив Джонні Деппа. 25 листопада Warner Bros. підтвердила, що Міккельсен був обраний на роль Ґріндельвальда у фільмі.
У 2021 році Мадс зіграв вчителя з історії Мартіна у данському фільмі «Ще по одній». Стрічка отримала «Оскар» як «Найкращий фільм іноземною мовою». З Томасом Вінтербергом Міккельсен вже працював у фільмі «Полювання».
У 2023 році зіграв нациста Юргена Фоллера в останному фільмі франшизи «Індіана Джонс»: «Реліквія долі». В тому ж році на «Венеціанському кінофестивалі» відбулась прем'єра фільму «Земля короля» (дан. «Bastarden», англ. «The Promised Land»). Міккельсен зіграв Людвіка фон Калена в історичному фільмі, сюжет якого заснований на книзі «Капітан і Енн Барбара» Іди Єссен. Із режисером-данцем Арселем Міккельсен вже працював у «Королівському романі». «Земля короля» потрапив до «короткого списку» на «Оскар», але далі не пройшов.
У 2023 році Міккельсен знявся у фільмі жахів «Пильний кролик», режисером якого став Брайан Фуллер. Міккельсен вже працював з Фуллером на зйомках «Ганнібала», де той був творцем серіалу. Фільм поки що не вийшов на світові кіноекрани.
Наприкінці літа 2024 року розпочались знімання данського фільму «Останній вікінг», режисером якого став Андерс Томас Єнсен, з яким Міккельсен неодноразово працював. Актор виконав роль брата головного героя, Манфреда, якого зіграв Ніколай Лі Кос.
У травні 2025 року Variety повідомило, що Міккельсен озвучить персонажа Северина, батька Кая в мультфільмі «Північ» за мотивами «Снігової королеви» Ганса Крістіана Андерсена. «Північ» зняв автор фентезі Бенте Лоне. Тоді ж оголосили, що актор зіграє в тюремній драмі «Останні страви», яка зосереджується на історії колишнього шеф-кухаря Білого дому, що готує останні страви для ув'язнених, засуджених до смертної кари, перед стратою, та в'язня, який вирішує оголосити голодування (Бойд Голбрук). Зйомки фільму «Останні страви» розпочнуться в Ірландії у 2025 році за сценарієм Джастіна Пясецького («Естафета») в режисурі Раміна Бахрані.
Тоді ж з'явилась новина, що данець зіграє в режисерському дебюті Лі Сміта, оскароносного монтажера фільмів «Дюнкерк» та «Початок». Арктичний бойовик-трилер «Сіріус» натхненний данським підрозділом спеціального призначення, відомим як «Сіріус Патруль», який мав завдання захищати 8700-мильну замерзлу та грізну берегову лінію Гренландії.

## Особисте життя

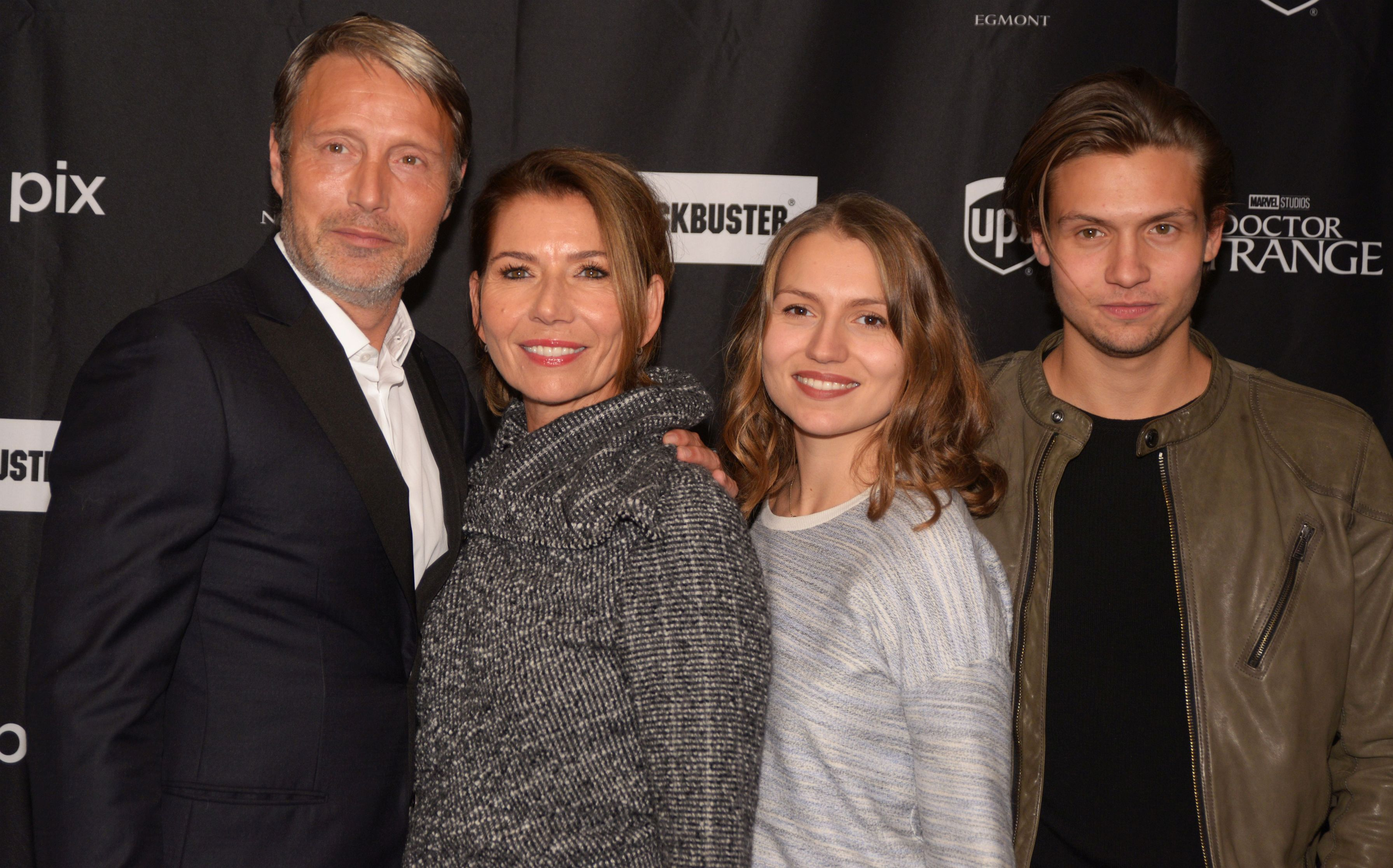
Мадс з родиною (дружина Ганне, донька Віола, син Карл), 2016 рік

У 2000 році Мадс Міккельсен одружився з Ганне Якобсен, з якою зустрічався з 1987 року. У них є дочка Віола (народилася 5 грудня 1992) та син Карл (народився 29 липня 1997, військовослужбовець).
Під час зйомок «Ганнібала» у 2012 році Міккельсен тимчасово мешкав у Торонто, але його постійне місце проживання — Копенгаген. Подружжя має будинок на Майорці, який вони вважають своїм другим домом.
У листопаді 2023 на врученні акторові нагороди «Bambi» стало відомо, що Міккельсен є дідусем дівчинки Марії(народилась у 2022,або 2023) онуки з боку доньки Віоли. Тоді ж актор заявив, що має німецьке коріння
Актор є нерелігійним. Братом актора є Ларс Міккельсен  - також актор.
У 2025 році шведське видання повідомило, що Мадс Міккельсен вдруге стане дідусем - його донька очікує на народження другої дитини. Наразі невідомо, чи дитина вже народилася, чи лише очікується її народження. Стать майбутньої дитини актору відома, однак, з міркувань приватності, не розголошується .

## Міккельсен і світ моди
В повсякденному житті актор зазвичай носить прості речі, незрідка спортивного стилю. Однак це не завадило йому стати глобальним амбасадором італійського бренду Zegna. У січні 2023 року його помітили на міланському показі моди Осінь/Зима 2024 у вбранні цього бренду. З того часу Мадса часто можна побачити на заходах Zegna.

## Фільмографія
| Рік       |    | Українська назва                      | Оригінальна назва                           | Роль                            |
| --------- | -- | ------------------------------------- | ------------------------------------------- | ------------------------------- |
| 1996      | кф | Кафе «Гектор»                         | Café Hector                                 | Андерс                          |
| 1996      | кф | Квітковий в'язень                     | Blomsterfangen                              | Макс                            |
| 1996      | ф  | Дилер                                 | Pusher                                      | Тонні                           |
| 1998      | ф  | Неправильний напрямок                 | Vildspor                                    | Джиммі                          |
| 1998      | ф  | Ангел ночі                            | Nattens engel                               | Ронні                           |
| 1999      | кф | Том Мерріт                            | Tom Merritt                                 | Елмер Карр                      |
| 1999      | ф  | Той, що стікає кров'ю                 | Bleeder                                     | Ленні                           |
| 2000      | ф  | Мерехтливі вогні                      | Blinkende lygter                            | Арне                            |
| 2000—2004 | с  | Спецпідрозділ                         | Rejseholdet                                 | Аллан Фішер (32 епізоди)        |
| 2001      | ф  | Світ Мони                             | Monas verden                                | Каспер                          |
| 2001      | ф  | Все шкереберть                        | En Kort en lang                             | Якоб                            |
| 2002      | ф  | Я — Діна                              | I Am Dina                                   | Нільс                           |
| 2002      | ф  | Відкриті серця                        | Elsker dig for evigt                        | Нільс                           |
| 2002      | ф  | Вілбур хоче покінчити з собою         | Wilbur Wants to Kill Himself                | доктор Хорст                    |
| 2003      | ф  | Зелені різники                        | De grønne slagtere                          | Свен                            |
| 2003      | ф  | Торремолінос 73                       | Torremolinos 73                             | Магнус                          |
| 2003      | кф | Хлопчик-пірнальник                    | Dykkerdrengen                               | Фар                             |
| 2004      | ф  | Король Артур                          | King Arthur                                 | Трістан                         |
| 2004      | ф  | Дилер 2                               | Pusher 2                                    | Тонні                           |
| 2005      | ф  | Адамові яблука                        | Adams æbler                                 | Іван                            |
| 2005      | с  | Юлі                                   | Julie                                       | Геральд (6 епізодів)            |
| 2006      | ф  | Після весілля                         | Efter brylluppet                            | Якоб                            |
| 2006      | ф  | Прага                                 | Prag                                        | Крістофер                       |
| 2006      | ф  | Вихід                                 | Exit                                        | Томас                           |
| 2006      | ф  | Казино «Рояль»                        | Casino Royale                               | Ле Шиффр                        |
| 2008      | вг | 007: Quantum of Solace                | 007: Quantum of Solace                      | Ле Шиффр (голос)                |
| 2008      | ф  | Полум'я і Цитрон                      | Flammen & Citronen                          | Цитрон                          |
| 2009      | ф  | Коко Шанель та Ігор Стравінський      | Coco Chanel & Igor Stravinsky               | Ігор Стравинський               |
| 2009      | ф  | Двері                                 | Die Tür                                     | Девід                           |
| 2009      | ф  | Вальгала: Сага про вікінга            | Valhalla Rising                             | Одноокий                        |
| 2010      | ф  | Битва титанів                         | Clash of the Titans                         | Драко                           |
| 2011      | ф  | Мушкетери                             | The Three Musketeers                        | граф Рошфор                     |
| 2012      | ф  | Королівський роман                    | En kongelig affære                          | Йоганн Фрідріх Струензе         |
| 2012      | ф  | Полювання                             | Jagten                                      | Лукас                           |
| 2012      | ф  | Рухайся                               | Move On                                     | Марк                            |
| 2013      | ф  | Небезпечна ілюзія                     | The Necessary Death of Charlie Countryman   | Найджел                         |
| 2013—2015 | с  | Ганнібал                              | Hannibal                                    | Ганнібал Лектер (39 епізодів)   |
| 2013      | ф  | Міхаель Кольхаас                      | Michael Kohlhaas                            | Міхаель Кольхаас                |
| 2014      | ф  | Порятунок                             | The Salvation                               | Йон Єнсен                       |
| 2015      | ф  | Чоловіки і курчата                    | Mænd & høns                                 | Еліас                           |
| 2016      | кф | Фантом                                | Le Fantôme                                  | Ле Фантом                       |
| 2016      | ф  | Доктор Стрендж                        | Doctor Strange                              | Касилій                         |
| 2016      | ф  | Бунтар Один. Зоряні Війни. Історія    | Rogue One: A Star Wars Story                | Ґейлен Ерсо                     |
| 2018      | ф  | Арктика                               | Arctic                                      | Овергард                        |
| 2018      | ф  | Ван Гог. На порозі вічності           | At Eternity's Gate                          | священник                       |
| 2019      | ф  | Полярний                              | Polar                                       | Дункан Візла                    |
| 2019      | вг | Death Stranding                       | Death Stranding                             | Кліфф (голос і захоплення руху) |
| 2020      | ф  | Ще по одній                           | Druk                                        | Мартін                          |
| 2020      | ф  | Лицарі справедливості                 | Retfærdighedens ryttere                     | Маркус                          |
| 2021      | ф  | Хода хаосу                            | Chaos Walking                               | Девід Прентіс                   |
| 2022      | ф  | Фантастичні звірі: Таємниці Дамблдора | Fantastic Beasts: The Secrets of Dumbledore | Ґелерт Ґріндельвальд            |
| 2023      | ф  | Індіана Джонс і реліквія долі         | Indiana Jones and the Dial of Destin        | Юрген Воллер                    |
| 2023      | ф  | Земля Короля                          | Bastarden                                   | Людвіг фон Кален                |
| 2024      | мф | Муфаса: Король Лев                    | Mufasa: The Lion King                       | Кірос (голос)                   |
| 2025      | вг | Hitman: World of Assassination        | Hitman: World of Assassination              | Ле Шиффр (голос і зовнішність)  |
| 2025      | ф  | Останній вікінг                       | Den sidste viking                           | Манфред                         |
| 2025      | мф | Північ                                | North                                       | Северин (голос)                 |
| 2025      | ф  | Пиловий кролик                        | Dust Bunny                                  | сусід                           |
|           | ф  | Останні страви                        | Last Meals                                  | Волтер Карат                    |

## Почесні нагороди
15 квітня 2010 року став почесним лицарем данського Ордену Данеброга. У 2016 році був нагороджений французьким урядом званням лицаря Ордена Мистецтв та літератури.